# 민마야촌
민마야촌(三厩村) 아오모리현 히가시쓰가루군 북서, 쓰가루반도의 최북단에 위치했던 촌이다. 2005년 3월 28일 가니타정, 다이라다테촌과 합병해 소토가하마정이 되어 소멸하였다.
향토서 등에 의하면, 미마야의 명칭은, 의경 전설에서 유래했다고도 하며, 동북쪽으로 도망친 미나모토 요시츠네가 바위굴에 있던 3마리의 준마를 얻어 홋카이도로 건너갔다고 하는 전설에 근거하는 지명으로 되어 있다.

## 연혁
- 1888년 - 이마베쓰 촌외 롯카촌(오카와다이라, 마스카와, 미마야, 우테쓰, 하마나, 나베타)의 조합을 풀어, 미마야촌이 독립하였다.
- 1889년 4월 1일 - 정촌제 시행에 의해 마스카와촌, 미마야촌, 우테쓰촌과 합병해, 미마야촌이 성립하였다.
- 1958년 10월 21일 - 쓰가루 선, 가니타·미마야 간 개통.
- 2004년 7월 20일 - 합병 틀에 대해 주민투표를 요구하는 「주민투표를 실현하는 모임」이 미마야 촌장의 해직을 청구하는 서명부를 제출하였다.
- 2004년 8월 6일 - 가니타정과 히라타테촌의 3 정촌에 「히가시쓰가루 3 정촌 합병 협의회」를 설치하였다.
- 2004년 8월 27일 - 미마야촌 선거관리위원회는 842명분의 서명부 중 131명분의 서명을 무효로 하여, 미마야무라장의 해직 청구를 기각하였다.
- 2005년 3월 28일 - 가니타정, 히라타테촌과의 시정촌 합병에 의해, 소토가하마정이 성립하였다.

## 교통

### 철도
- 동일본 여객철도 쓰가루선
  - 홋카이도여객철도 가이쿄선

### 도로
- 국도 339호선
- 아오모리 현도 281호 미마야정거장 류히자키 선
- 아오모리 현도 286호 미마야코도마리 선